# Knipowitschia punctatissima
Knipowitschia punctatissima és una espècie de peix de la família dels gòbids i de l'ordre dels perciformes.

## Morfologia
Els mascles poden assolir els 4,5 cm de longitud total.

## Distribució geogràfica
Es troba a Itàlia (Vèneto i la conca oriental del riu Po) i Croàcia.